# Rolando Rigoli
Rolando Rigoli (Livorno, 3 ottobre 1940) è un ex schermidore italiano, specializzato nella sciabola.

## Carriera
Fece parte della squadra che vinse l'argento alle Olimpiadi di Città del Messico 1968. Conquistò poi l'alloro olimpico alle Olimpiadi di Monaco 1972, in squadra con Mario Aldo Montano e Mario Tullio Montano e Michele Maffei, riserva Cesare Salvadori, sconfiggendo in una indimenticabile finale l'Unione Sovietica.
Allievo del Maestro Athos Perone presso il Circolo Scherma Fides di Livorno, dopo aver diretto nella sua città una scuola di scherma che portava il suo nome raccogliendo molti successi anche a livello giovanile, è recentemente rientrato nello storico sodalizio schermistico Fides presso il quale svolge l'attività di Maestro.

## Palmarès
In carriera ha ottenuto i seguenti risultati:
 Giochi olimpici 
Individuale
A squadre
- Oro nella sciabola a Monaco di Baviera 1972
- Argento nella sciabola a Città del Messico 1968

 Mondiali 
Individuale
A squadre
- Argento nella sciabola a Grenoble 1974
- Bronzo nella sciabola a Vienna 1971
- Bronzo nella sciabola a Göteborg 1973
- 4º classificato nella sciabola a L'Avana 1969
- 4º classificato nella sciabola ad Ankara 1970
- 4º classificato nella sciabola a Budapest 1975

 Mondiali militari 
Individuale
A squadre
- Argento nel fioretto a Stoccolma 1962
- Argento nella sciabola a Stoccolma 1962

 Giochi del Mediterraneo 
Individuale
- Oro nella sciabola a Smirne 1971

 Campionati italiani 
Individuale
- Oro nella sciabola nel 1968

A squadre